# Minerva (rose)
ʽMinerva’ est un cultivar de rose moderne obtenu en 2004 en Belgique par Martin Vissers et mis au commerce depuis 2010. Il rend hommage à la déesse Minerve et à la marque automobile de luxe belge Minerva fabriquée à Anvers de 1899 à 1939,. ʽMinerva’ est issu du croisement entre les variétés ʽSharon's Love’ et ʽMarie-Louise Velge’, dont les fleurs, curieusement, sont blanches.

## Description
La particularité de cette rose fortement parfumée sont ses fleurs doubles de huit à dix centimètres de diamètre de couleur magenta tirant sur le violet. Lorsqu'elle est pleinement épanouie, elle s'ouvre autour d'étamines dorées. Elle fleurit en bouquets et ombelles denses tout au long de la saison, atteignant le sommet de sa beauté en juin jusqu'à mi-juillet, avec une bonne remontée en septembre-octobre. Son buisson droit au feuillage vert foncé peut s'élever à 60-80 cm de hauteur (parfois plus) pour 40 à 60 cm de largeur. Elle a besoin des rayons du soleil pour s'épanouir parfaitement, mais peut tolérer la mi-ombre.
Elle supporte des froids à -20,6° (6b et plus clément) et a besoin d'être taillée à la moitié avant l'arrivée du printemps. Il est bon en hiver de recouvrir son pied de feuilles jusqu'à 5 cm pour le protéger des grands gels.
Elle permet de composer de jolis contrastes dans les plates-bandes avec des fleurs vivaces jaunes ou rosiers jaunes, ou bien des fleurs bleues (perovskias, lavandes...) ou d'autres fleurs de palette rose (digitales, lavatères...). Elle peut se cultiver aussi en pot et en terrasse et faire de jolies fleurs de bouquets. Pour une composition de roses violettes, elle peut fort bien s'ajouter à des roses historiques, comme 'Cardinal de Richelieu', 'Reine des Violettes', ou 'William Lobb', à qui elle ajoutera une note plus foncée.